# HD 202259
HD 202259 är en ensam stjärna belägen i den norra delen av stjärnbilden Vattumannen. Den har en skenbar magnitud av ca 6,39 och är mycket svagt synlig för blotta ögat där ljusföroreningar ej förekommer. Baserat på parallaxmätning inom Hipparcosuppdraget på ca 3,5 mas, beräknas den befinna sig på ett avstånd på ca 900 ljusår (ca 290 parsek) från solen. Den rör sig närmare solen med en heliocentrisk radialhastighet på ca -124 km/s.

## Egenskaper
HD 202259 är en röd till orange jättestjärna av spektralklass M1 III. Den ligger på den asymptotiska jättegrenen i Hertzsprung-Russell-diagrammet. Den har en radie som är ca 32 solradier och har ca 693 gånger solens utstrålning av energi från dess fotosfär vid en effektiv temperatur av ca 3 850 K.
HD 202259 är en misstänkt variabel och betraktas med dess radiella hastighet på -123,5 km/s som en höghastighetsstjärna.